# Croton pavonis
Espèce
Statut de conservation UICN

 EN B1ab(iii) : En danger
Croton pavonis est une espèce de plantes à fleurs du genre Croton et de la famille des Euphorbiaceae, présente de l'Équateur jusqu'au Pérou.
Il a pour synonyme :
- Oxydectes pavonis, (Müll.Arg.) Kuntze